# گورکا لابوردا
گورکا لابوردا (انگلیسی: Gorka Laborda؛ زادهٔ ۱۳ آوریل ۱۹۸۹) بازیکن فوتبال اهل اسپانیا است.
از باشگاه‌هایی که در آن بازی کرده‌است می‌توان به باشگاه فوتبال دپورتیوو آلاوس و باشگاه فوتبال اتلتیک بیلبائو بی اشاره کرد.